# Bruce Woolley
Bruce Woolley (Loughborough, Inglaterra el 11 de noviembre de 1953) es un músico británico. A finales de los años 1970 compuso, junto con Geoffrey Downes y Trevor Horn, las canciones "Video Killed The Radio Star" (en la cual esta es la original primero compuesta por Woolley) y "Clean Clean", las cuales sirvieron para los posteriores álbumes de Horn y Downes para el grupo de The Buggles, "The Age Of Plastic" (1980) y de Woolley con su propia banda, The Camera Club, "English Garden" (1979). Woolley acabaría separándose de esta banda y sería solista.
- Datos: Q4978501